# Morschwiller-le-Bas
Morschwiller-le-Bas (Duits: Niedermorschweiler) is een gemeente in het Franse departement Haut-Rhin in de regio Grand Est en telde op 1 januari 2022 3.666 inwoners..
De gemeente maakt deel uit van het arrondissement Mulhouse en sinds 22 maart 2015, toen het kanton Mulhouse-Sud waar Morschwiller-le-Bas deel van uitmaakte werd opgeheven, van het kanton Kingersheim.

## Geografie
De oppervlakte van Morschwiller-le-Bas bedroeg op 1 januari 2022 7,55 vierkante kilometer; de bevolkingsdichtheid was toen 485,6 inwoners per km².

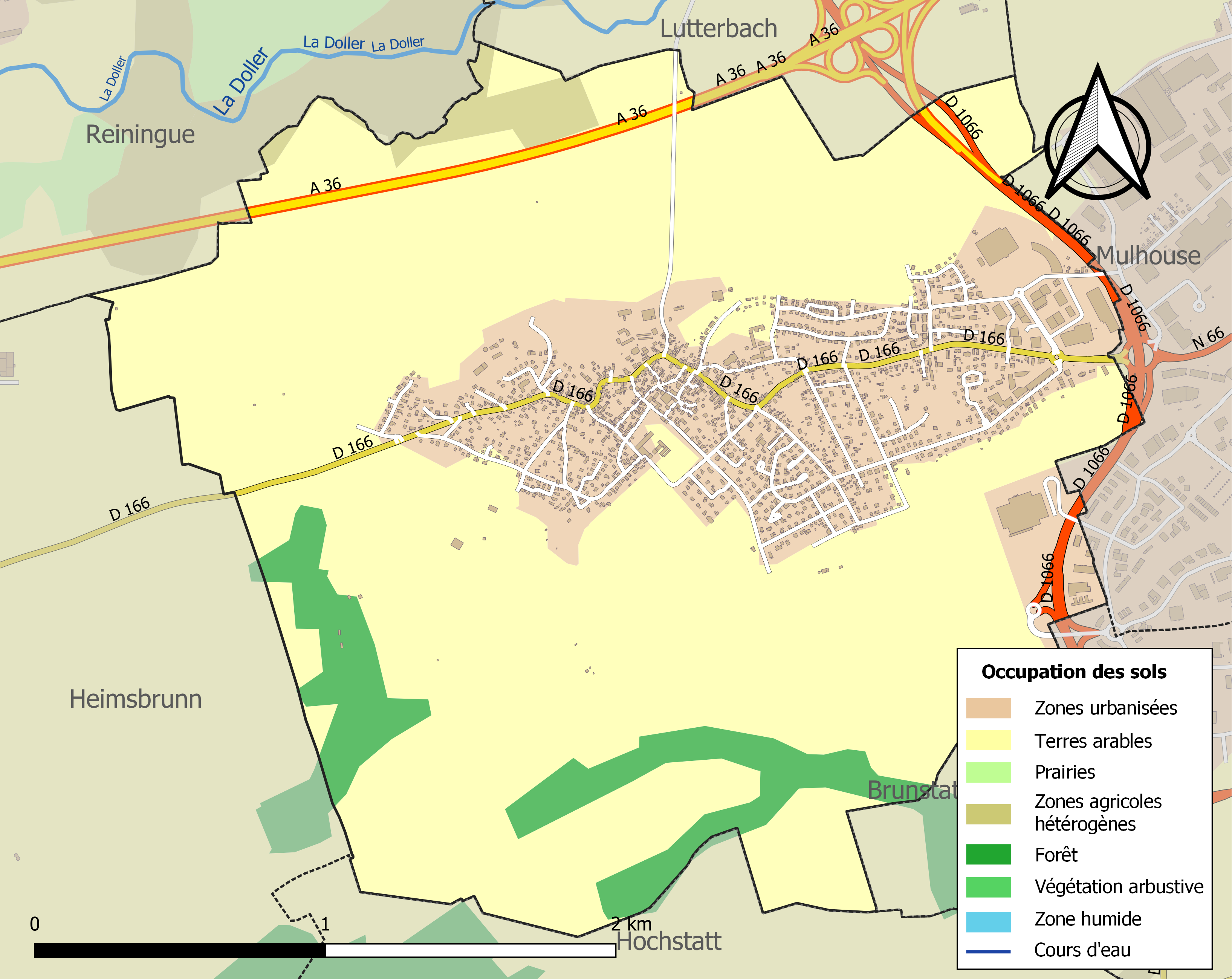
Kaart van de gemeente met de belangrijkste infrastructuur, bodemgebruik en omliggende gemeenten

## Demografie
Onderstaande figuur toont het verloop van het inwonertal (bron: INSEE-tellingen).